# 社会心理学
社会心理学（しゃかいしんりがく、英: social psychology）は、個人に対する社会活動や相互的影響関係を科学的に研究する心理学の領域の一つ。現在において社会心理学とは「社会における個人の心理学」と見なされている。
ゴードン・オールポートは、社会心理学を「他者が実際に存在したり、想像の中で存在したり、或いは存在することが仄めかされていることによって、個人の思考、感情および行動が、どのような影響をうけるのかを理解し、説明する試みである。」と定義した。

## 概要
社会心理学は心理学と社会学から誕生したものと考えられている。そのルーツは1908年に出版された二つの書籍である。1960年代までは社会学の流れをくむ社会学的社会心理学と心理学の流れをくむ心理学的社会心理学が並立していた。しかし1970年代以降、社会心理学の実験化が進んだことから個人の心理に注目する心理学的社会心理学が優勢となった。そのため現代では社会心理学＝心理学的社会心理学である。社会学的社会心理学は現在社会心理学のサブカテゴリの一つである集団心理である。
心理学は、その対象から大まかに社会行動とは関係ない生理的な過程における心理の研究を行う生理心理学と、社会行動や社会生活によって影響される社会的な過程における心理の研究を行う社会心理学がある。人間は単体である場合と集団である場合には明らかに異なった心理過程を抱く。社会心理学はこのような社会的な人間の行動を集団内行動と集団行動とに分類し、加えて集団を形成する個人のパーソナリティーや対人行動の観点からも取り組み、それらに関する実証的な心理学的法則を解明する事を目的とする。研究手法の違いにより、大きく分けて心理学的社会心理学と社会学的社会心理学とに分類されているが、両者とも接近した研究テーマを扱っている。
研究は、個人が複数集合し、社会を形成した際に起こる様々な出来事を包括的に取り扱っており、社会的な状況の中での個人の行動、相互作用過程、集団内行動、集団間行動、環境心理学、異文化、国際間での人間行動の比較研究など多岐に分類される。
社会心理学の場合は、特にバイアスを排除するために実験の初期段階で偽の実験目的を提示した上で実験後に真の目的を開示したり、サクラを他の実験参加者と偽るなど、ともすれば被験者が不快になるような実験を行う機会が多いが、現在は他の心理学の分野と同様、研究者は実験に倫理規定を策定し、極端なものは自制するようになっている。

## 歴史
古くはアリストテレスが「人間は社会的動物である」と述べた。トマス・ホッブズは「責任は社会にあり個人にない」という社会的責任を論じている。
1898年にアメリカのノーマン・トリプレットが、ある競技を単独で行う場合よりも、競争相手がいる場合の方が個人の成績が向上することを実証した。この社会的促進の発見が、社会心理学における最初の実証実験とされる。
一方、1913年にフランスのマクシミリアン・リンゲルマンは、ある作業を一人で行う場合よりも、集団で行う場合の方が個人の作業量は低下することを発見した（リンゲルマン効果）。
1955年、ソロモン・アッシュにより多数派による同調効果が実証された。
1974年には、スタンレー・ミルグラムによる「権威への服従」実験で、少数の権威への同調効果が実証された。

## 社会心理学の分野
テーマは多岐にわたるが、大きく分けて4つのカテゴリがある。
- 社会の中における個人の心理
- 個人と個人の対人認知
- 集団の中の人間
- 社会現象・社会問題

## 著名な実験
- 公正世界誤謬
- 傍観者効果
- 社会的促進実験
- ホーソン実験
- 認知的不協和
- リスキーシフト
- アルバート・バンデューラの観察学習実験
- フット・イン・ザ・ドア
- 根本的な帰属の誤り
- 泥棒洞窟実験
- 最小条件集団実験
- スタンフォード監獄実験
- ミルグラム実験
- 吊り橋実験
- 囚人のジレンマ
- コンピュータトーナメント
- パニック
- 同調実験
  - 行列商法
  - 閉店商法

## 主な用語
- 社会的影響
- 社会的手抜き
- 傍観者効果
- 認知的不協和
- 社会的ジレンマ
- 同調現象
- 自己検閲
- 全会一致の幻想
- 自薦の用心棒
- リーダーシップ
- ピグマリオン効果
- ハロー効果
- バーナム効果
- プラシーボ効果
- リスキーシフト
- 集団態度

## 関連文献
- 南博『社会心理学入門』（岩波書店、1998年、ISBN 978-4004120612）
- 山岸俊男『社会心理学キーワード』（有斐閣、2001年、ISBN 978-4641058729）
- 古畑和孝『社会心理学小辞典』（有斐閣、2002年、ISBN 978-4641002180）